# Tityus monaguensis
Espèce
Tityus monaguensis est une espèce de scorpions de la famille des Buthidae.

## Distribution
Cette espèce est endémique de l'État de Monagas au Venezuela. Elle se rencontre à Caripe dans la grotte Cueva de Los González.

## Étymologie
Son nom d'espèce, composé de monag(u)[as] et du suffixe latin -ensis, « qui vit dans, qui habite », lui a été donné en référence au lieu de sa découverte, l'État de Monagas.

## Publication originale
- González-Sponga, 1974 : « Dos nuevas especies de alacranes del genero Tityus, en las Cuevas venezolanas (Scorpionida: Buthidae). » Boletín de la Sociedad Venezolana de Espeleología, vol. 5, no 2, p. 55-72.